# Invariante adiabatica
L'invariante adiabatica è una proprietà di un sistema fisico che rimane approssimativamente costante quando i cambiamenti del sistema avvengono lentamente. Per un sistema che subisce una variazione fra un punto iniziale ed un punto finale, quando il tempo della variazione tra i punti tende all'infinito, la variazione di un invariante adiabatico del sistema tra i due punti tende a zero.
In termodinamica, un processo adiabatico è un cambiamento che si verifica senza scambio di calore e lentamente rispetto al tempo necessario per raggiungere l'equilibrio. Avviene che il sistema è in equilibrio in tutte le fasi e l'entropia è costante.
In meccanica, una trasformazione adiabatica è una variazione lenta dell'Hamiltoniana, dove la velocità frazionale di cambiamento dell'energia è molto minore della frequenza orbitale. L'area racchiusa dai diversi movimenti nello spazio delle fasi sono gli invarianti adiabatici.
In meccanica quantistica, una trasformazione adiabatica è una trasformazione che si verifica ad un ritmo molto più lento rispetto alla differenza in frequenza tra gli autostati dell'energia. In questo caso, gli stati energetici del sistema non effettuano transizioni, in modo che il numero quantico sia un invariante adiabatico.
La vecchia teoria dei quanti è stata formulata equiparando il numero quantico di un sistema con il suo classico invariante adiabatico. Questo ha determinato la forma delle regole di Bohr-Sommerfeld: il numero quantico è l'area nello spazio delle fasi racchiusa dall'orbita classica.